# Underground Railroad

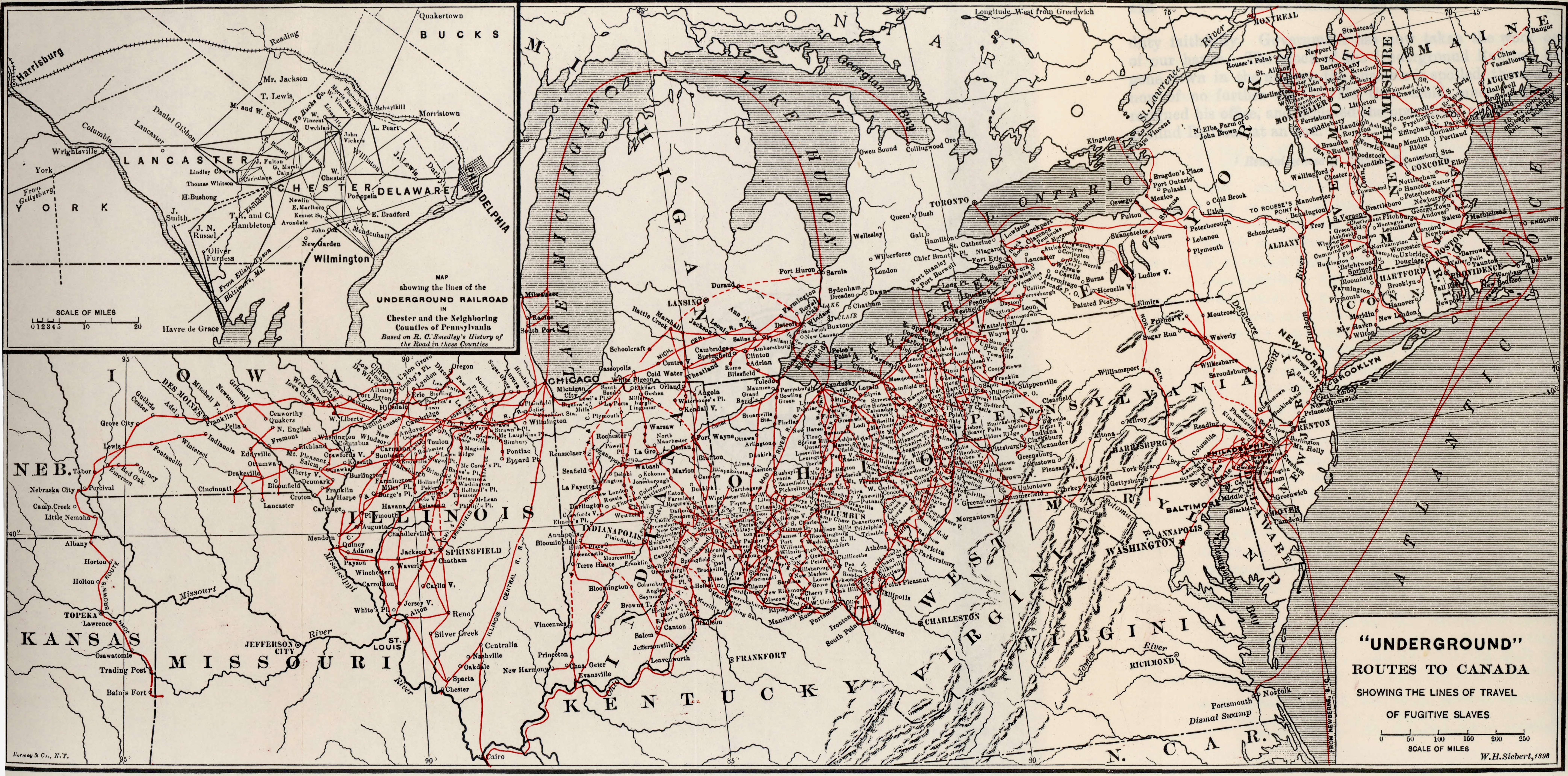
Karte einiger Routen der Underground Railroad

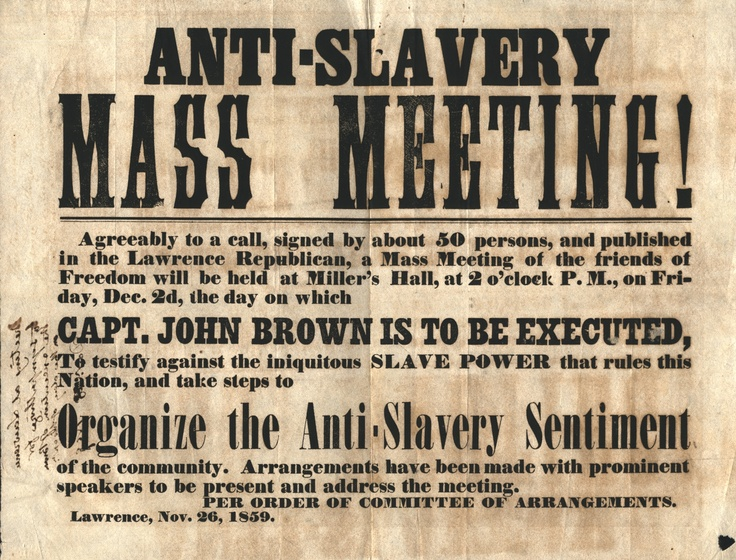
Kundmachung einer Abolitionistenversammlung anlässlich der Hinrichtung von John Brown, Lawrence, Kansas, 2. Dezember 1859

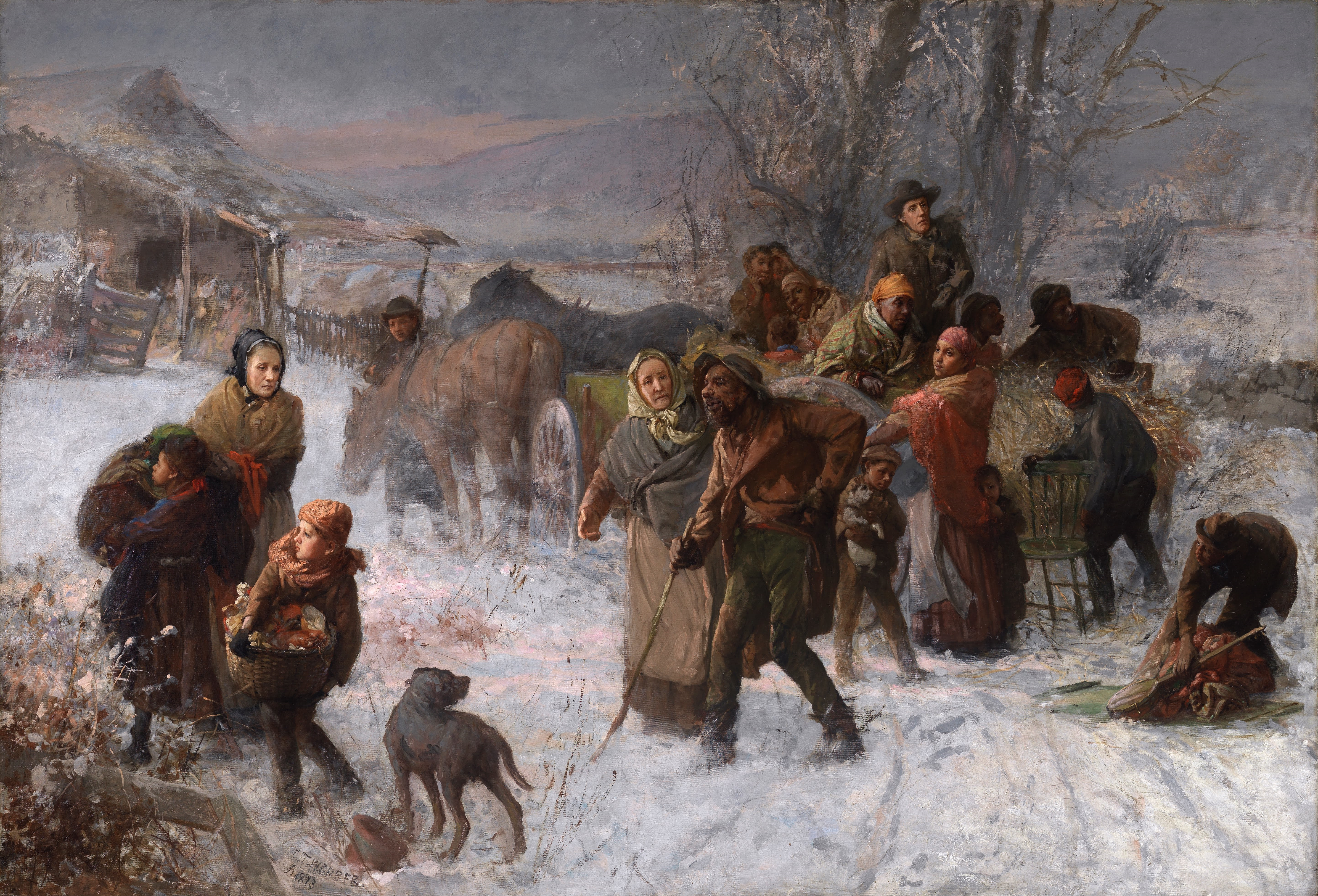
The Underground Railroad von Charles T. Webber (1891, ausgestellt auf der World’s Columbian Exposition 1893): Levi Coffin, Catharine Coffin und Hannah Haddock, Freunde des Malers, führen eine Flüchtlingsgruppe durch eine Winterlandschaft

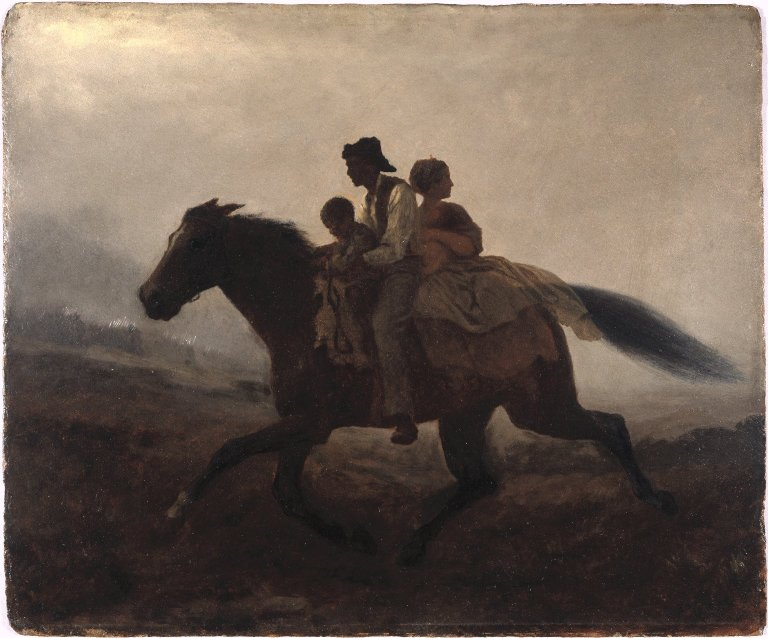
Eastman Johnson, A Ride for Liberty – The Fugitive Slaves, Ölgemälde von 1862, Brooklyn Museum

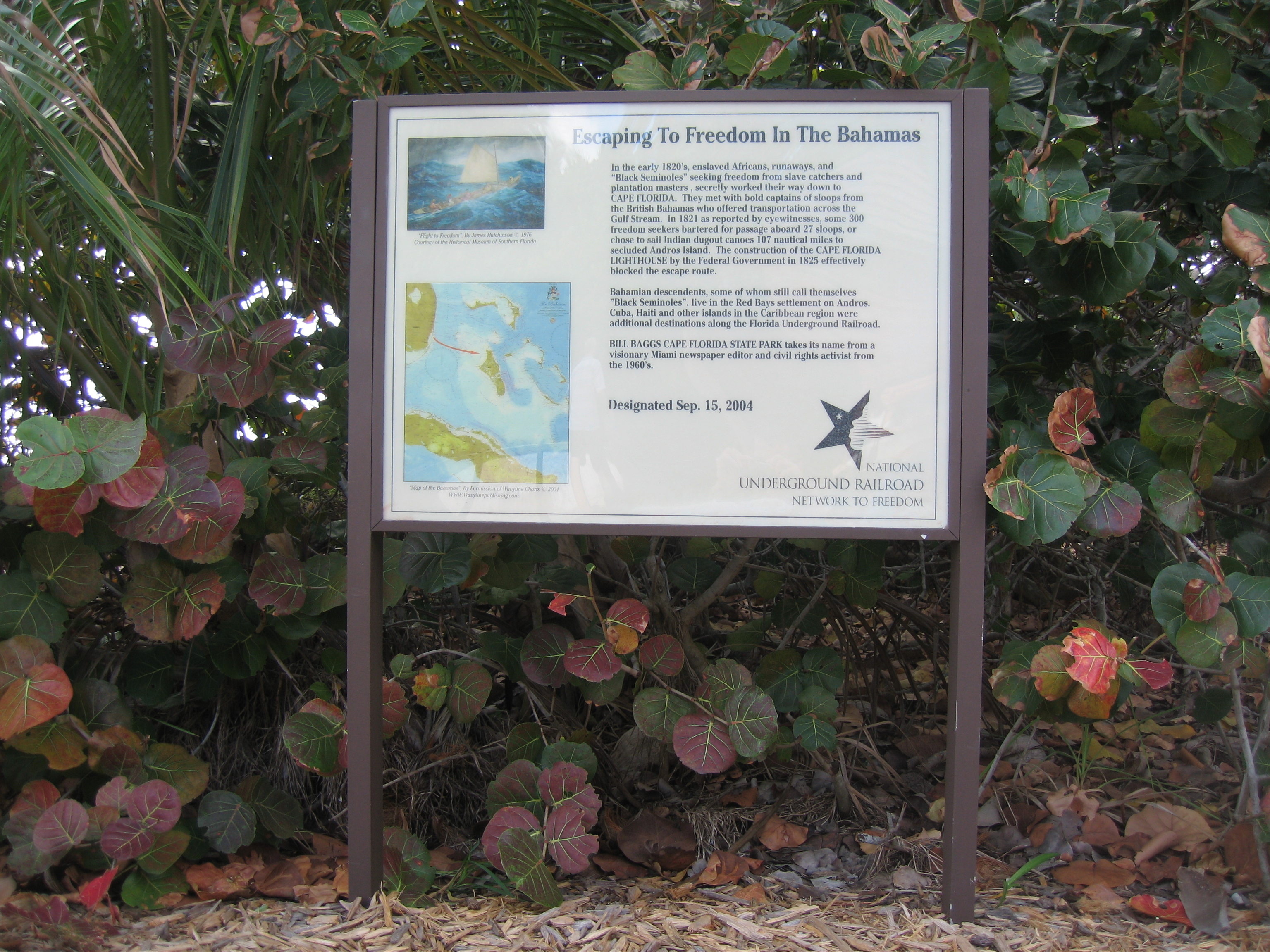
Infotafel der Underground Railroad beim Cape Florida Lighthouse, Key Biscayne, Florida

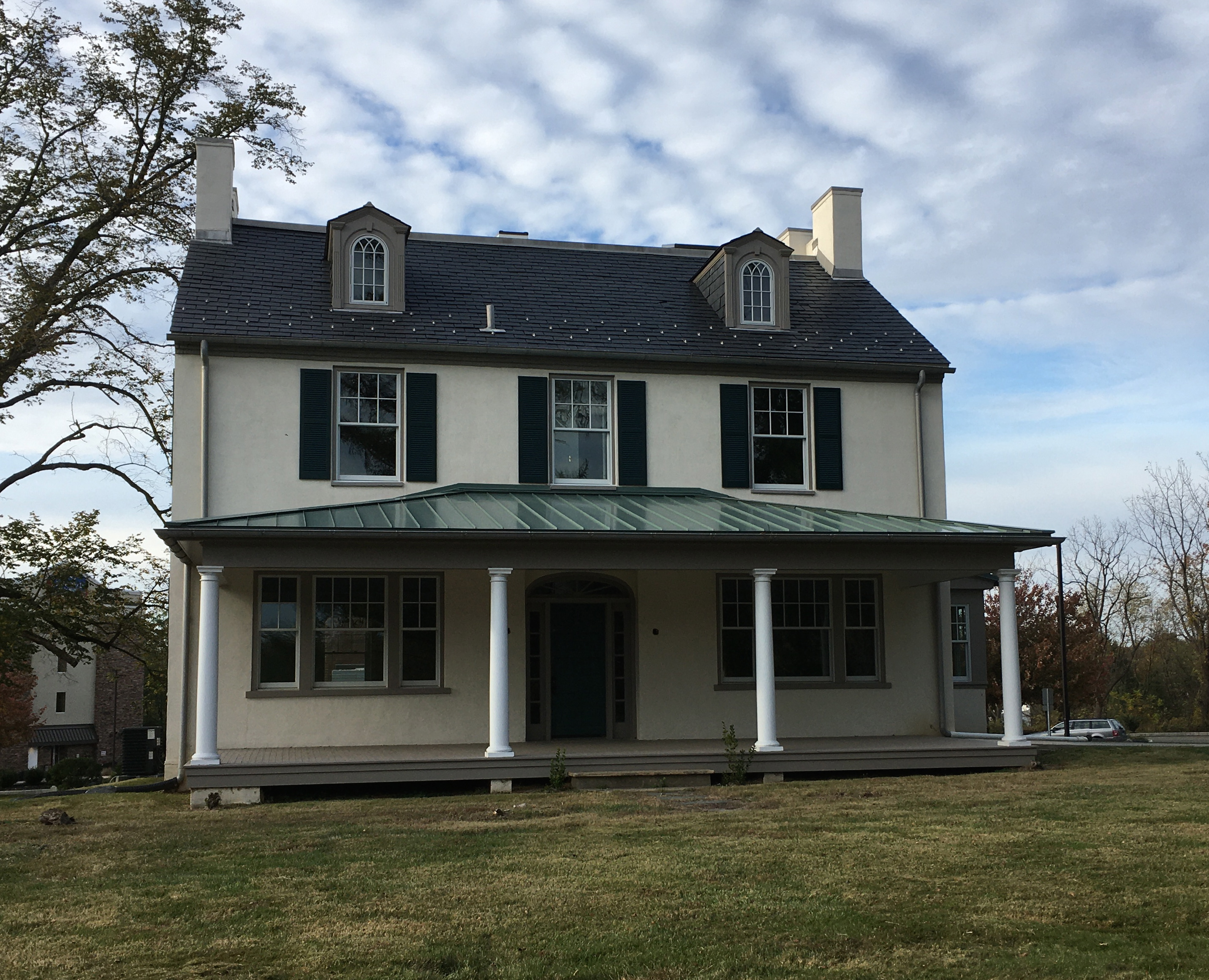
The Pines House in Pennsylvania, eins der Safe Houses der Underground Railroad zur Zeit des Bürgerkrieges

Die Underground Railroad (englisch für Untergrundbahn) war ein aus Gegnern der Sklaverei – Weißen und Schwarzen – bestehendes informelles Schleusernetzwerk, das für versklavte Afroamerikaner die Flucht aus den Südstaaten der USA in die sichereren Nordstaaten oder in die Provinz Kanada organisierte. Über geheime Routen, Schutzhäuser, mit Unterstützung von Fluchthelfern und verschlüsselter Kommunikation gelang es, zwischen 1810 und 1850 etwa 100.000 von ihnen zu befreien. Das 1780 gegründete Fluchthilfenetzwerk, das im Eisenbahnzeitalter (seit ca. 1850) unter dem Namen Underground Railroad bekannt wurde, bestand bis 1862.

## Entwicklung
Fluchthelfernetzwerke für schwarze Sklaven hatten sich schon während der englischen Kolonialzeit in South Carolina und Georgia gebildet. Die meisten von ihnen flohen damals noch nach Florida, das zum spanischen Kolonialreich gehörte und wo die dortigen Grundbesitzer jedem die Freiheit versprachen, der zum Katholizismus konvertierte. Teilweise fanden sie auch bei den indigenen Seminolen Unterschlupf. Nach 1790 setzte US-Präsident Thomas Jefferson jedoch die Spanier massiv unter Druck, entflohene Sklaven wieder umgehend an ihre früheren Besitzer auszuliefern. Von den elf amerikanischen Präsidenten zwischen 1789 und 1849 waren sieben Sklavenhalter. Federführend bei der Befreiung von Sklaven war anfangs die Glaubensgemeinschaft der Quäker, die erstmals damit begannen, sie organisiert in den relativ sicheren Norden zu bringen. Mit dem Erstarken der Abolitionistenbewegung in den Nordstaaten bekamen die Fluchthelfer immer mehr Zulauf, was schließlich zur Gründung der Underground Railroad führte. Ein Wendepunkt war auch die Gründung der Bostoner Zeitschrift The Liberator durch William Lloyd Garrison, 1831; danach umfasste die American Anti-Slavery Society bis 1838 bereits mehr als 250.000 Mitglieder. Der rege Aktivismus der Sklavereigegner alarmierte die Oberschicht der Südstaaten, die sich dadurch zunehmend in ihrer wirtschaftlichen Existenz bedroht sah. Ein Zündfunke auf dem Weg in den amerikanischen Bürgerkrieg war auch die Aufnahme der westlichen Grenzterritorien als gleichberechtigte Mitgliedsstaaten in die Union, da sie das Gleichgewicht zu Ungunsten der Sklavenhalterstaaten im Kongress veränderten. In Kansas kam es in den 1850er Jahren deshalb zu einem regelrechten Bürgerkrieg zwischen Sklavereigegnern und -befürwortern. Aber selbst nach ihrer Ankunft im Norden waren die ehemaligen Sklaven noch nicht vollkommen in Sicherheit. Es bestand immer noch das hohe Risiko, von Häschern aus dem Süden aufgespürt, entführt und wieder zu ihrer „Familie“ zurückgebracht zu werden. Diese Praxis wurde durch das Fugitive Slave Law von 1850 auch in den freien US-Staaten legalisiert, von den dortigen Institutionen aber nur sehr selten umgesetzt, was wiederum die Sezessionsbestrebungen der Südstaaten noch weiter beschleunigte. Von der Gleichberechtigung im Alltag war der schwarze Bevölkerungsanteil aber auch in den Nordstaaten noch größtenteils ausgeschlossen. Viele zog es daher weiter in das britische Dominion Kanada, wo der dortige Gouverneur, Sir John Colborne, schon 1829 den Menschen, egal welcher Hautfarbe, alle Rechte uneingeschränkt zugestand. Die Sklaverei endete in den Vereinigten Staaten – offiziell – mit der vernichtenden Niederlage der Südstaaten im Bürgerkrieg von 1861–1865 und der Verabschiedung des 13. Zusatzartikels der US-Verfassung durch die Lincoln-Administration.

## Organisation
Diese Bewegung des zivilen Ungehorsams bestand aus Zellen Gleichgesinnter, die nur ihre unmittelbaren Kontaktleute kannten. Eine Zentralleitung, Ideologie oder auch nur Statuten existierten nicht, einzig die Abscheu vor der Sklaverei hielt das Netzwerk zusammen. Nur die Quäker waren besser organisiert. Mitte des 19. Jahrhunderts trat die Eisenbahn auch am nordamerikanischen Kontinent ihren Siegeszug an und löste damit die größte Revolution in der Verkehrsgeschichte der USA aus. Seit den 1850er Jahren bediente sich das Fluchthelfernetzwerk Metaphern aus der Eisenbahnorganisation, um Nachrichten an die zur Flucht entschlossenen Sklaven zu übermitteln:
- Stationmaster (Fluchthelfer) nahmen Flüchtige auf, versorgten sie mit Essen und Kleidung, danach wurde der Kontakt zu einem
- Conductor hergestellt, der sichere Routen zu den nächsten Unterkünften auskundschaftete.
- Passengers oder Cargo (Entflohener),
- Train (größere Gruppe von Entflohenen),
- Engines (Unterstützer),
- Station oder Terminal (Unterkunft/Safe House).[4]

Nachdem die Sklaven, z. B. durch Gesang verschlüsselte Botschaften, Zeitpunkt und Ort der Flucht erfahren hatten, wurden sie von Helfern, die sich ebenfalls als Sklaven ausgaben, meist in den Nachtstunden von der Plantage ihrer Besitzer weggebracht. Dies wurde u. a. mittels Fuhrwerken mit doppelten Boden bewerkstelligt. Sie fanden danach auf den Stationen der Underground Railroad – bewohnten oder verlassenen Häusern und Scheunen – Schutz. (Das Bild von Charles T. Webber zeigt möglicherweise seine Farm.) In manchen Fällen verfügten diese Häuser über Geheimgänge oder getarnte Kammern hinter Möbelstücken oder falschen Tapetenwänden. Die ehemalige Sklavin Harriet Jacobs aus North Carolina verbrachte sieben Jahre in einer solchen Kammer, ehe es endlich gelang, sie per Schiff außer Landes zu bringen. Einige dieser Häuser wurden restauriert und der Öffentlichkeit zugänglich gemacht. Nachdem die Flüchtlinge außer Reichweite der vormaligen Besitzer bzw. der Kopfgeldjäger waren, wurden sie mit Hilfe von Spendengeldern neu eingekleidet, so dass sie später auf ihrer Weiterreise nicht auffielen. Die Etappen betrugen nicht mehr als 30 Meilen, denn soweit konnte man in einer Nacht kommen. Über die Underground Railroad gelang es, schätzungsweise rund 1000 Sklaven pro Jahr in die Nordstaaten oder nach Kanada zu schleusen.

## Unterstützer
William Still (1821(?)–1902): Der Afroamerikaner wird oft als „Vater der Underground Railroad“ bezeichnet. Er wurde als freier Mann in New Jersey geboren, seit den 1850er Jahren verhalf er über 800 Sklaven zur Flucht in die Freiheit. Er befragte anschließend jeden seiner Schützlinge ausführlich, dokumentierte dessen Biographie und legte ein Archiv an, um eine spätere Familienzusammenführung zu erleichtern (siehe auch The Underground Railroad). Er selbst hatte seinen Bruder Peter erst kennen gelernt, nachdem er diesem zur Flucht aus der Sklaverei verholfen hatte.
John Rankin (1793–1886) war presbyterianischer Pastor und einer der ersten und wichtigsten Fluchthelfer des Netzwerks im Staat Ohio. Einflussreiche Abolitionismusgegner zwangen ihn deshalb 1846, sein Amt niederzulegen; über ein Drittel seiner Gemeindemitglieder folgten jedoch seinem Austritt; sie gründeten später die so genannte „Free Presbyterian Church“. Auch die Schriftstellerin Harriet Beecher Stowe wurde von Rankins Tätigkeit stark beeinflusst. Seine Tochter Lowry schrieb später, dass Stowe sich das Schicksal einer schwarzen Frau und ihres Babys, denen ihr Vater 1838 zur Flucht in den Norden verhalf, für ihre Romanheldin Eliza in Uncle Tom’s Cabin zum Vorbild nahm.
Josiah Henson war Fluchthelfer, der ebenfalls aus der Sklaverei entkommen war und später von der englischen Königin Victoria im Rahmen einer Audienz empfangen wurde.
John Brown (1800–1859) gehörte zu den radikalsten Befürworter und Aktivisten der Sklavenbefreiung; er arbeitete auch als Helfer für die Underground Railroad. Der im Dezember 1859 – nach dem sog. „Pottawatomie-Massaker“ – hingerichtete Brown wurde danach von vielen Abolitionisten als Märtyrer ihrer Sache verehrt. Das Lied John Brown’s Body avancierte später zu einer Hymne der Nordstaaten.
Harriet Tubman (1822–1913) war zweifellos das populärste und bedeutendste Mitglied dieser Fluchthilfeorganisation. Sie entkam im Alter von 29 Jahren aus der Sklaverei, kehrte danach aber noch 19-mal in den Süden zurück, um 300 weiteren Sklaven zur Flucht zu verhelfen. Tubman, die den Codenamen „Moses“ benutzte, war einer der wenigen Menschen, die das Risiko, dabei entdeckt und hingerichtet zu werden, bewusst auf sich nahmen. Nach dem Bürgerkrieg gründete sie in Auburn (New York) ein Altersheim für ehemalige Sklaven.
Martha Coffin Wright (1806–1875) war eine Freundin von Tubman und Feministin; sie gewährte in ihrem Haus in Auburn geflohenen Sklaven Unterkunft.
Thomas Garrett (1789–1871), ein Quäker, war Manager einer Gasgesellschaft und guter Freund von Tubman. Der überzeugte Abolitionist betrieb in seinem Haus in Delaware ganz offen eine Station für entflohene Sklaven und ihre Helfer. Dafür wurde er 1848 zu der für damalige Verhältnisse sehr hohen Geldstrafe von 4.500 Dollar verurteilt. Nach eigenen Angaben verhalf er 2700 Menschen zur Flucht. In Wilmington (Delaware) wurde der Tubman-Garrett Riverfront Park nach den beiden Fluchthelfern benannt.

## Würdigung
In Kanada wird die Underground Railroad von staatlicher Seite als historisches Gut von nationaler Bedeutung gewürdigt. Dabei erfolgt die Würdigung nicht nur für das gesamte Netzwerk der Underground Railroad, welches bereits am 15. Mai 1925, auf Vorschlag des Historic Sites and Monuments Board of Canada, durch die kanadische Regierung zu einem „nationalen historischen Ereignis“ erklärt wurde. Ebenfalls wurden einzelne Personen, wie Harriet Tubman, welche am 3. August 2005 gewürdigt wurde oder Josiah Henson (Würdigung am 24. November 1995), in diesem Zusammenhang zu „Personen von nationaler historischer Bedeutung“ erklärt. Auch einzelne Orte, die für das Netzwerk von Bedeutung waren, wie die First Baptist Church in Amherstburg oder die Sandwich First Baptist Church in Windsor, wurden zu „Stätten von nationaler historischer Bedeutung“ erklärt.